# 净觉寺 (东阿县)
净觉寺 (东阿县)，位于山东省聊城市东阿县刘集镇皋上村，是中华人民共和国山东省文物保护单位之一。
2006年12月7日，授予山东省文物保护单位，是一座古建筑。